# لوئیس سولر
لوئیس سولر (انگلیسی: Luis Soler؛ زادهٔ ۹ ژوئن ۱۹۵۱) بازیکن فوتبال اهل آرژانتین است.
از باشگاه‌هایی که در آن بازی کرده‌است می‌توان به باشگاه فوتبال رکریتیوو اوئلوا اشاره کرد.